# Bullimus luzonicus
Bullimus luzonicus és un rosegador del gènere Bullimus, una de les quatre espècies d'aquest gènere. És endèmic de les Filipines. Se n'han trobat registres a les províncies d'Aurora, Benguet i Camarines Sur i a Balbalan a la de Kalinga. A nivell de conservació, actualment no és considerada en risc.